# 갈 프리드만
갈 프리드만(히브리어: גל פרידמן,‎ 1975년 9월 16일~)은 이스라엘의 요트 선수, 지도자이다. 1996년 애틀랜타 올림픽에서 동메달, 2004년 아테네 올림픽에서 금메달을 획득하여 이스라엘 최초의 올림픽 금메달리스트가 되었다.

## 경력
프리드만은 이스라엘의 하이파구에 위치한 카르쿠르 내부의 스도트 얌 키부츠에서 우리 프리드만과 드가니트 프리드만의 3남매 중 차남으로 태어났다. 그의 이름인 "갈(גל)"은 히브리어로 "파도"를 의미한다. 남매로는 누이인 마얀과 동생인 유발이 있다. 프리드만은 윈드서핑 선수였던 아버지의 영향으로 7세 때 요트를 타기 시작했으며, 11세 때 처음으로 이스라엘 국내 경기에 참가했다. 이후 1991년에 이스라엘 방위군에 입대하여 3년의 의무 복무 기간을 가졌다.
1995년 프리드만은 이스라엘 요트 국가대표로 발탁되었으며, 같은 해에 스페인의 무르시아에서 열린 유럽 선수권 대회에 참가하여 은메달을 획득하였고 같은 해에 이스라엘 엘리아트에서 열린 ASA 요트 선수권 대회에서 우승을 차지했다. 이듬 해인 1996년에 미국 애틀랜타에서 열린 1996년 하계 올림픽에 이스라엘 국가대표로 참가하여, 미스트랄 부문에서 그리스의 니콜라오스 카클라마나키스와 아르헨티나의 카를로스 에스피놀라의 뒤를 이어 동메달을 획득하였다, 이 공로로 프리드만은 그 해에 "올해의 이스라엘의 체육인"으로 선정되었다. 같은 해에 이스라엘 하이파에서 열린 세계 선수권 대회에 이스라엘 국가대표로 참가하여 그리스의 카클라마나키스의 뒤를 이어 은메달을 목에 걸었다. 1999년에는 세계 ASA 윈드서핑 선수권 대회에서 우승했으나 2000년 시드니 올림픽 출전권 획득에 실패했다. 이후 2002년에 태국의 파타야에서 열린 세계 요트 선수권 대회에 참가하여 브라질의 히카르두 산투스와 프랑스의 쥘리앵 봉탐을 누르고 금메달을 획득하였다.
프리드만은 2004년 여름에 그리스 아테네에서 열린 하계 올림픽에서 미스트랄 종목 금메달을 획득하였다. 이스라엘 선수단은 프리드만의 금메달을 포함하여 금메달 1개, 은메달 2개(유도의 아리엘 제비, 육상의 알렉산데르 아베르부흐)의 성적을 냈다. 프리드만은 이스라엘 최초로 올림픽 금메달을 획득한 선수가 되었다. 2004년 8월 25일, 프리드만은 올림픽 결승전에서 브라질의 히카르두 산투스의 미숙한 경기 운영과 그리스의 니콜라오스 카클라마나키스의 실수로 경기를 유리하게 이끌 수 있었다. 그 결과 프리드만이 금메달을 차지하였으며, 카클라마나키스가 은메달, 영국의 닉 뎀프시가 동메달을 획득하고, 산투스가 4위, 폴란드의 프셰미스와프 미아르친스키가 5위에 올랐다.
프리드만의 금메달 소식에 이스라엘의 대통령 모셰 카차브와 총리인 아리엘 샤론 등 이스라엘의 고위 정치인들은 프리드만에게 축하의 서신을 전달했다. 이스라엘 교육문화체육부 장관인 리모르 리브나트는 그리스를 직접 방문하여 프리드만의 메달 시상식을 직접 지켜보기도 하였다. 프리드만은 귀국 후에 1972년 뮌헨 올림픽 참사에서 희생된 11명의 이스라엘의 선수를 기리는 의식에서 자신의 금메달을 영전에 바쳤다.
2004년 올림픽 이후로는 아마추어 자전거 경기 선수로도 활동하였으며, 2005년 이스라엘 도로 자전거 경기 선수권 대회에 참가하기도 했다. 2007년에는 키프로스의 리마솔에서 개최된 뉴이어 인터내셔널 레가타 남자 부문에서 우승을 차지했다. 이후 2008년 베이징 올림픽에도 참가하려 했으나 새로운 이스라엘의 신예인 샤하르 주바리에게 밀려 국가대표로 선발되지 못하고 그 해에 현역에서 은퇴했다. 2009년에는 이스라엘의 요트 국가대표 선수 님로드 마시아의 코치가 되었고, 마시아는 2009년 세계 선수권 대회에서 은메달을 획득했다.

## 개인사
2005년에 프리드만은 국제 유대인 스포츠 명예의 전당에 헌액되었고, 그 해 8월에 10년 동안 사귀었던 연인인 미할 펠레그와 결혼했다. 2009년 7월에는 딸인 엘라를 얻었다.

## 같이 보기
- 올림픽 요트 메달리스트 목록
- 올림픽 이스라엘 선수단